# Касълфорд
Касълфорд (на английски: Castleford) е град в окръг Туин Фолс, щата Айдахо, САЩ. Касълфорд е с население от 277 жители (2000) и обща площ от 0,2 km². Намира се на 1180 m надморска височина. ЗИП кодът му е 83321, а телефонният му код е 208.